# Funkcja Kempnera

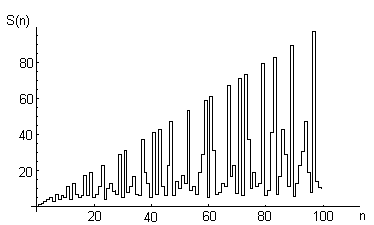
wykres funkcji Kempnera

Funkcja Kempnera – funkcja S(n) dla zmiennej n zdefiniowana w następujący sposób:
jest to najmniejsza liczba S(n), dla której zachodzi podzielność (S(n))! przez n.
Przykładowo dla n=9 mamy S(n)=6, gdyż 9 dzieli liczbę 6!=720 i jednocześnie nie dzieli liczb 5!, 4!, 3!, 2! oraz 1!.
Jak można zauważyć n=S(n) gdy n jest liczbą pierwszą
Poniżej tabela wartości S(n) dla n od n=1 do n=29:
| n                    | 1 | 2 | 3 | 4 | 5 | 6 | 7 | 8 | 9 | 10 | 11 | 12 | 13 | 14 | 15 | 16 | 17 | 18 | 19 | 20 | 21 | 22 | 23 | 24 | 25 | 26 | 27 | 28 | 29 |
| {\displaystyle S(n)} | 1 | 2 | 3 | 4 | 5 | 3 | 7 | 4 | 6 | 5  | 11 | 4  | 13 | 7  | 5  | 6  | 17 | 6  | 19 | 5  | 7  | 11 | 23 | 4  | 10 | 13 | 9  | 7  | 29 |

## Historia
Funkcja Kempnera była rozpatrywana jeszcze w XIX wieku przez Édouarda Lucasa (1883) oraz Josepha Neuberga (1887). W roku 1918 Aubrey J. Kempner podał algorytm obliczania liczby S(n).
Funkcja Kempnera nazywana jest niekiedy funkcją Smarandache’a ze względu na prace Florentina Smarandache z lat 80. XX wieku.